# Hypopachus variolosus
Espèce
Synonymes
- Engystoma variolosum Cope, 1866
- Hypopachus seebachi Keferstein, 1867
- Hypopachus inguinalis Cope, 1870 "1869"
- Hypopachus oxyrrhinus Boulenger, 1883
- Hypopachus cuneus Cope, 1889
- Hypopachus globulosus Schmidt, 1939
- Hypopachus caprimimus Taylor, 1940 "1939"
- Hypopachus cuneus nigroreticulatus Taylor, 1940 "1939"
- Hypopachus ovis Taylor, 1940 "1939"
- Hypopachus alboventer Taylor, 1940 "1939"
- Hypopachus maculatus Taylor, 1940 "1939"
- Hypopachus championi Stuart, 1940
- Hypopachus alboventer reticulatus Davis, 1955
- Hypopachus oxyrrhinus taylori Shannon & Humphrey, 1958

Statut de conservation UICN

 LC  : Préoccupation mineure
Hypopachus variolosus est une espèce d'amphibiens de la famille des Microhylidae.

## Répartition
Cette espèce se rencontre jusqu'à 2 100 m d'altitude en Amérique centrale (Belize, Costa Rica, Guatemala, Honduras, Mexique, Nicaragua et Salvador) et aux États-Unis dans la pointe Sud du Texas.

## Description
Hypopachus variolosus mesure environ 45 mm.

## Publications originales
- Boulenger, 1883 : Descriptions of new species of lizards and frogs collected by Herr A. Forrer in Mexico. Annals and Magazine of Natural History, sér. 5, vol. 11, p. 342-344 (texte intégral).
- Cope, 1866 : Fourth contribution to the herpetology of tropical America. Proceedings of the Academy of Natural Sciences of Philadelphia, vol. 18, p. 123-132 (texte intégral).
- Cope, 1870 "1869" : Seventh Contribution to the Herpetology of Tropical America. Proceedings of the American Philosophical Society, vol. 11, no 81, p. 147-192 (texte intégral).
- Cope, 1889 : The Batrachia of North America. U.S. National Museum Bulletin, no 34, p. 1-525 (texte intégral).
- Davis, 1955 : A new Sheep Toad (genus Hypopachus) from Mexico. Herpetologica, vol. 11, p. 71-72.
- Keferstein, 1867 : Über einige neue oder seltene Batrachier aus Australien und dem tropischen Amerika. Nachrichten von der königlichen Gesellschaft der Wissenschaften zu Göttingen, vol. 18, p. 341-361 (texte intégral).
- Schmidt, 1939 : New Central American Frogs of the Genus Hypopachus. Zoological Series of Field Museum of Natural History, vol. 24, no 1, p. 1-5 (texte intégral).
- Shannon & Humphrey, 1958 : A discussion of the polytypic species, Hypopachus oxyrrhinus, with a description of a new subspecies. Herpetologica, vol. 14, p. 85-95.
- Stuart, 1940 : A new Hypopachus from Guatemala. Proceedings of the Biological Society of Washington, vol. 53, p. 19-22 (texte intégral).
- Taylor, 1940 : Herpetological Miscellany No I. The University of Kansas science bulletin, vol. 26, no 15, p. 489-571 (texte intégral).